# Violette Morris
Violette Morris (Parijs, 18 april 1893 – 26 april 1944) was een Frans atlete en collaborateur.
Ze won in 1921 en 1922 op de Vrouwen Olympiade bij de atletiek twee gouden en één zilveren medaille. Ze werd gezien als de beste vrouwelijke sporter van Frankrijk en had als motto:"‘Ce qu'un homme fait, Violette peut le faire!" ("Alles wat een man kan, kan Violette ook!").
Tijdens de Tweede Wereldoorlog collaboreerde ze met nazi-Duitsland en stond ze bekend als de 'Hyena van de Gestapo'. In 1944 werd ze vermoord door het Franse verzet (de Résistance).

## Levensloop
Morris werd geboren als jongste dochter van Pierre Jacques Morris en Élisabeth Marie Antoinette Sakakini. Haar vader was baron en een gepensioneerd kapitein van de Franse cavalerie uit de Krijgsmacht van Frankrijk, haar moeder was van Palestijns-Arabische afkomst.
Ze bracht haar jeugd door in een klooster. Ondanks dat Morris op jonge leeftijd wist dat ze lesbisch was, trouwde ze in augustus 1914 met Cyprien Gouraud, van wie ze negen jaar later scheidde. Tijdens haar huwelijk brak de Eerste Wereldoorlog uit en werkte ze als verpleegster en ambulancier. Tijdens de Slag om Verdun en de Slag aan de Somme vervoerde ze de gewonden, ook was ze daar werkzaam als koerier.
In 1928 verloor Morris haar autoracelicentie en begon ze een winkel, Spécialités Violette Morris, die (race)auto's produceerde en onderdelen verkocht. Het ging financieel afwisselend, en uiteindelijk wist ze het hoofd niet boven water te houden en ging ze failliet.

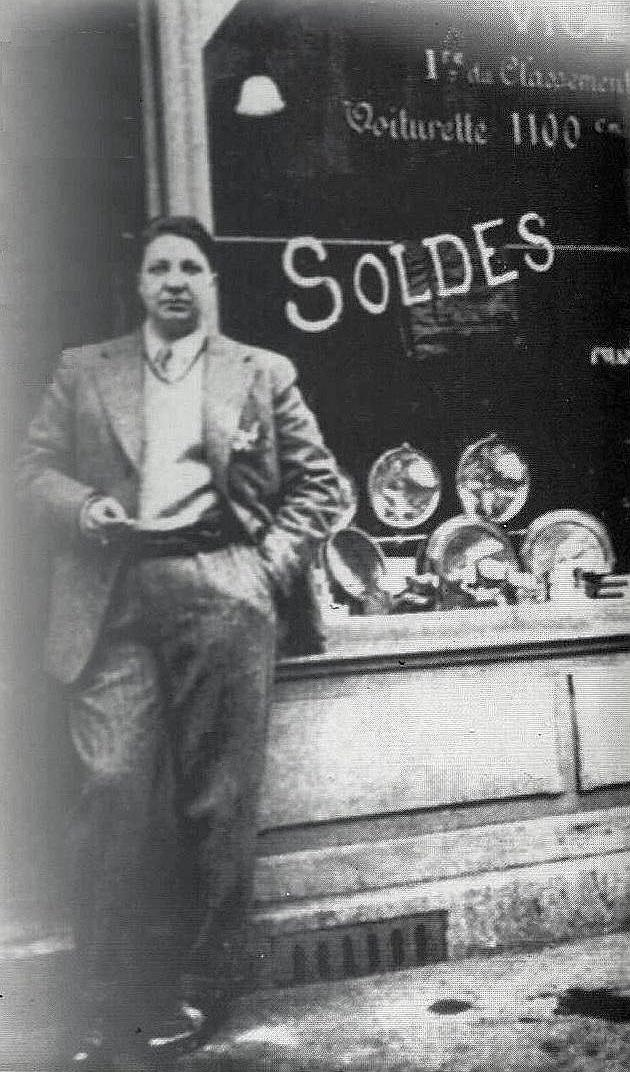
Violette Morris voor haar winkel Spécialités Violette Morris aan de reu Roger-Bacon bij de Porte de Champerret.

In 1933 verhuisde Morris met haar partner Yvonne de Bray naar een woonboot die aangemeerd lag aan de Seine bij Pont de Neuilly in Parijs, daar leefden ze van haar erfenisannuïteiten. Eenmaal gesetteld begon Morris met lyrisch zingen, dit was een succes ondanks dat ze niet kon zingen en ze werd uitgezonden op de radio.
Morris kleedde zich vaak mannelijk, wat niet door iedereen werd geaccepteerd in Frankrijk. Ze droeg vaak broeken terwijl een Franse wet uit de 17e eeuw vrouwen verbood broeken te dragen (deze wet is afgeschaft in 2013). Om zich toch mannelijk te kleden vroeg Morris uiteindelijk een vergunning aan zodat deze wet niet voor haar gold, deze vergunning werd haar verleend. Morris at veel en rookte meerdere pakjes sigaretten per dag.

## Sportcarrière
Morris begon op 8-jarige leeftijd met paardrijden en speelde onder meer ook cricket, basketbal en hockey. Ze voetbalde van 1917 tot 1919 voor Fémina Sports, van 1920 tot 1926 voor Olympique Paris en voor het Franse nationaal vrouwenelftal, ze was ook aanvoerder van beide teams. In 1915, 1916 en 1917 was ze Frans kampioen gewichtwerpen, in 1918 was ze Frans kampioen speerwerpen met een afstand van 46,26 meter. In 1921 won ze tweemaal goud met speerwerpen en kogelstoten op de eerste Vrouwen Olympiade, in 1922 won ze nogmaals goud met kogelstoten en tweemaal zilver en in 1924 won ze nogmaals twee keer goud ditmaal bij het discuswerpen en kogelstoten.
Andere sporten die ze beoefende waren onder meer motorracen, vliegtuigracen, tennis, boogschieten, duiken, zwemmen, gewichtheffen en Grieks-Romeins worstelen.

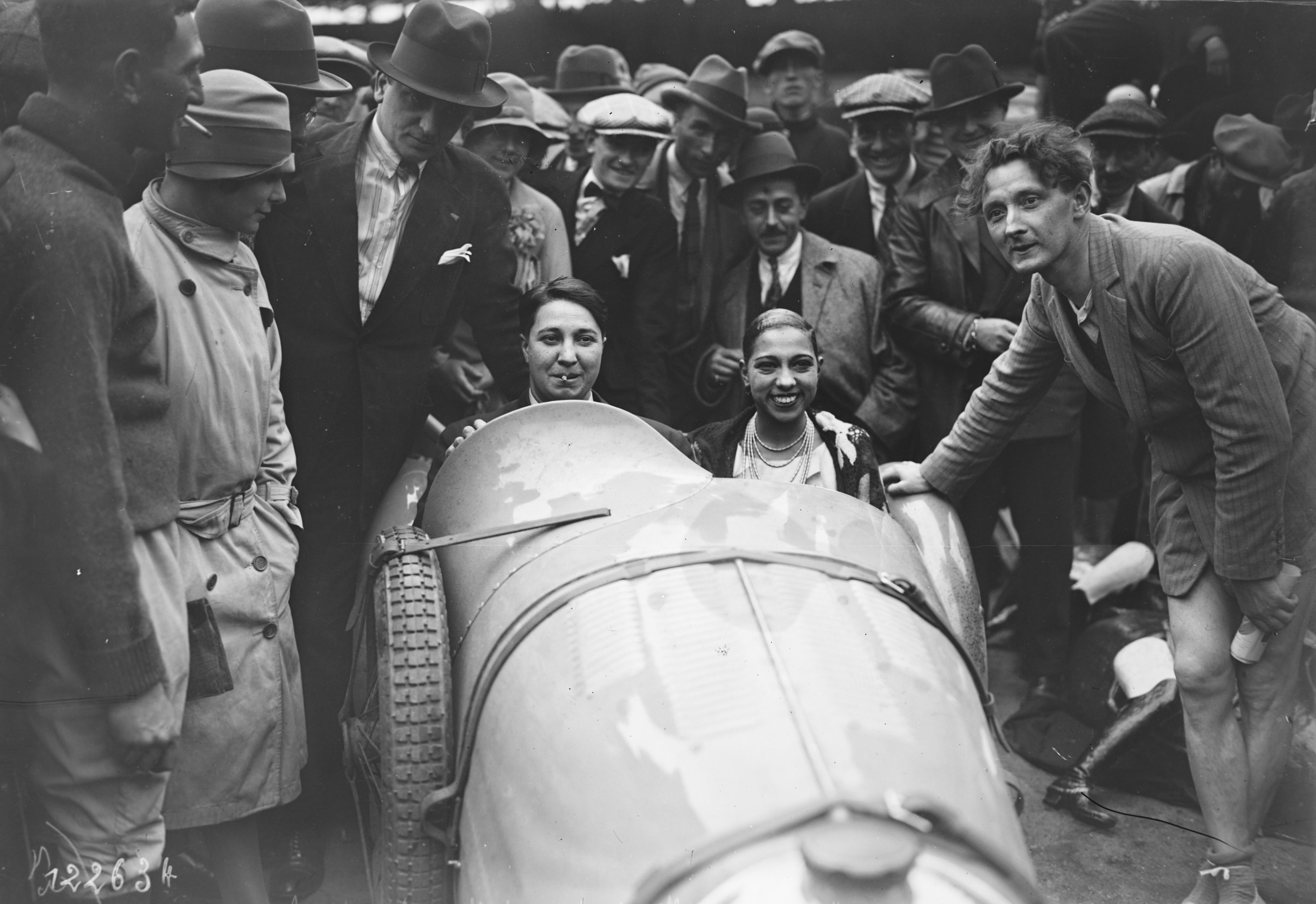
Violette Morris met Josephine Baker in 1927.

Na de Eerste Wereldoorlog begon Morris ook deel te nemen aan races in de autosport, in 1922 begon ze voor het eerst competitief te racen, voornamelijk in uithoudingsraces. Zo deed ze onder meer mee met de Bol d'Or die ze in 1927 won. Later liet ze haar borsten amputeren omdat deze haar belemmerden en ze beweerde dat ze zo makkelijker in de auto's kon zitten.
Morris werd geselecteerd voor het nationale waterpoloteam. Ze deed ook mee aan bokswedstrijden, waar ze vaak tegen mannen vocht en die regelmatig versloeg en ze deed aan wielrennen waar ze onder meer als enige vrouw wedstrijden in de Vélodrome d'Hiver reed. In 1924 verbeterde ze tot tweemaal toe het werelduurrecord voor vrouwen.

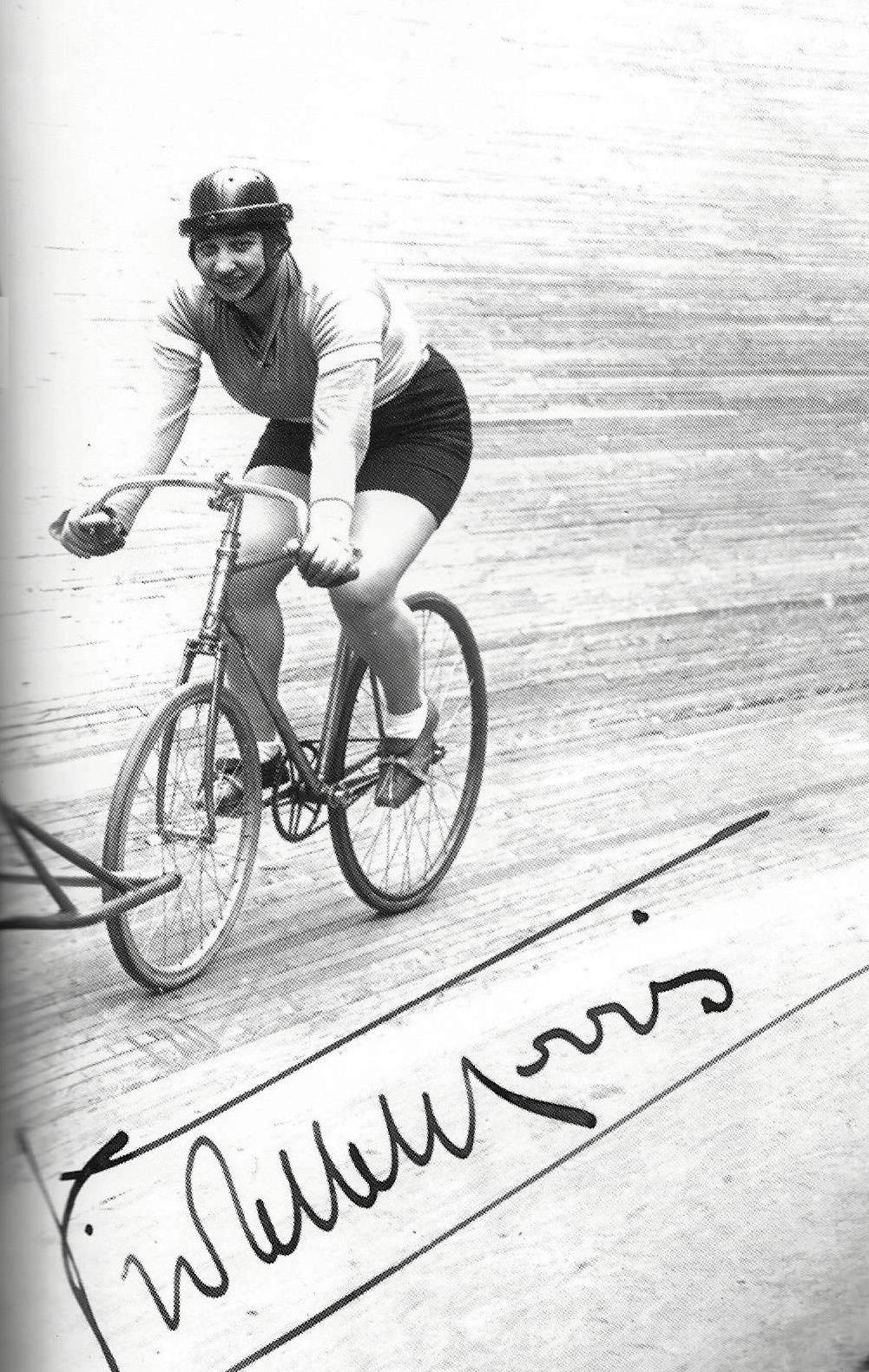
Morris in 1924 in de Vélodrome d'Hiver als wielrenster.

In 1928 werd ze uitgesloten van de Olympische Zomerspelen van dat jaar omdat ze de 'morele normen' zou hebben geschonden: ze bleef broeken dragen ondanks dat het bij wet verboden was, de Sportfederatie had haar geadviseerd weer vrouwenkleding te dragen om weer mee te mogen doen. Ze diende een klacht in tegen het besluit van de Franse Sportfederatie vanwege discriminatie. Uiteindelijk volgde een rechtszaak waarbij ze ook een schadevergoeding eiste, maar die verloor ze.

## Statistieken en erelijst

### Statistieken[22][10]
- Ze won meer dan 20 nationale sporttitels en won circa vijftig medailles op nationale en internationale sportevenementen.
- Ze speelden meer dan 150 atletiekwedstrijden en meer dan 200 officiële voetbalwedstrijden.
- Ze werd tussen 1921 en 1926 zeven keer geselecteerd voor het Franse atletiekteam.

### Franse, Europese en wereld-records
- Wereldrecordhouder kogelstoten in 1923 tijdens Frankrijk-Engeland (21,01m)[23][24], 1924 (10,15m) en 1925 (10,68m)
- Wereldrecordhouder discuswerpen in 1924 met 30,10m (in Londen)
- Houder van het Europees record kogelstoten 7 keer: 1919, 1921 - 3 keer, 1922, 1924 en 1925 (duur 10 jaar)
- Houder van het Europees record voor het speerwerpen in 1921 (41,58m)
- 1924: twee keer het werelduurrecord voor vrouwelijke wielrenners (achter stayer: middenafstand achter een motorfiets), eerste keer in Buffalo, de tweede keer op het Vélodrome d'Hiver.

### Erelijst

#### Atletiek

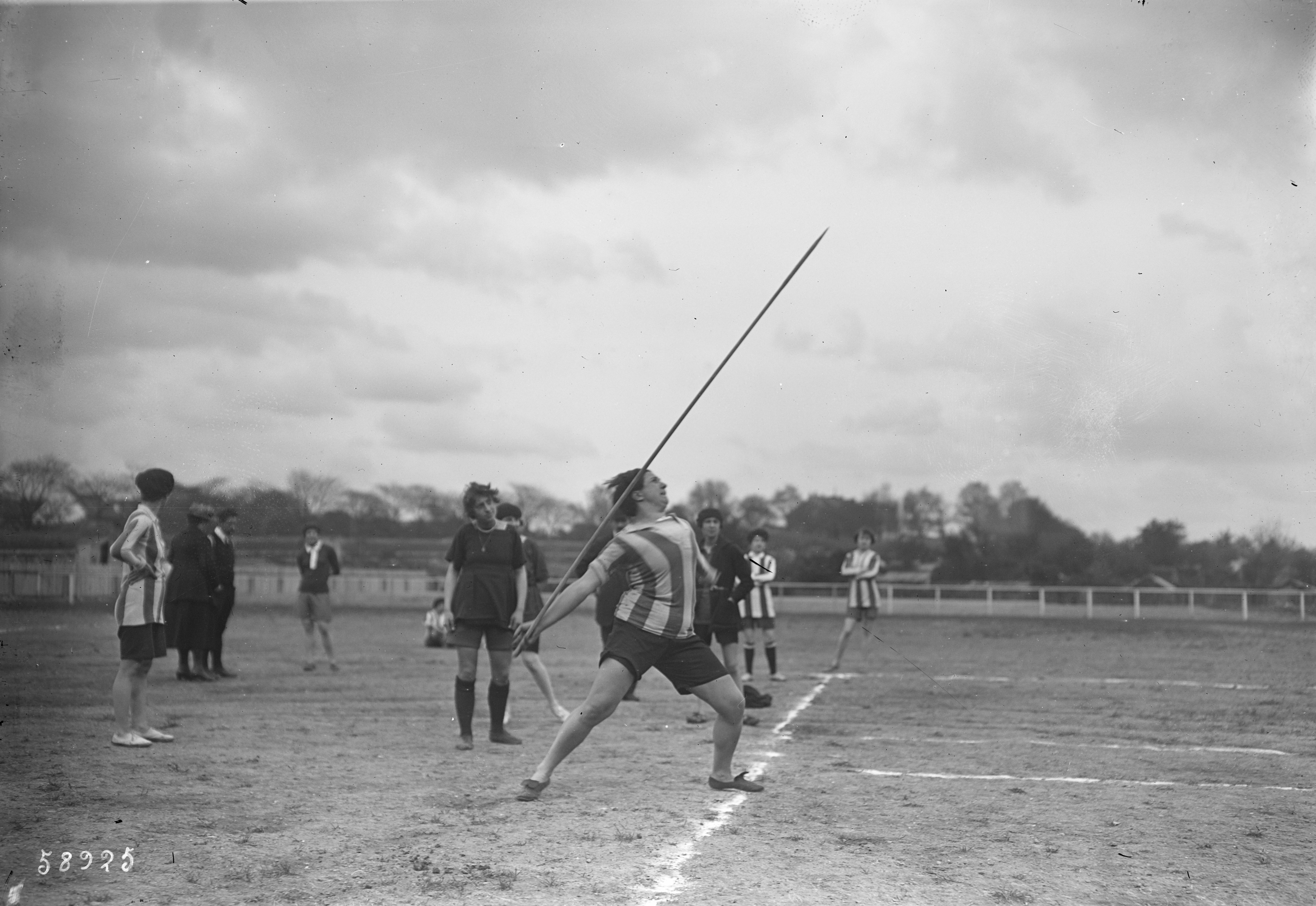
Morris op het onderdeel speerwerpen (1920, Stade Élisabeth)

- 's Werelds beste jaarlijkse kogelstootatleet in 1918, 1919, 1921, 1922, 1924 en 1925
- Goud op de eerste internationale Olympische Spelen voor Vrouwen in 1921 in Monaco. Op het onderdeel kogelstoten (16,29m) en op het onderdeel speerwerpen (41,48m).
- Winnares op de tweede Olympische Spelen voor Vrouwen in 1922 in Monaco op het onderdeel kogelstoten (17,177m) en op het onderdeel discuswerpen.
- Zilveren medaille op de Olympische Spelen voor Vrouwen in 1922 in het kogelstoten (19,85m, 2 armen gecombineerd) (augustus in Parijs)
- 8 keer Frans kogelstoot kampioen: in 1917 (1e Franse kampioenschappen, 2-handige worp van 4kg, 2 armen gecombineerd, 13,92m), 1919 (15,14m), 1920, 1921 (16,58m), 1922, 1924 (18,19m en 10,15m met 1 arm), 1925 en 1926
- Frans speerwerpkampioen in 1919 (2 handen gecombineerd), 1921 (46,04m), 1922 en 1925
- Frans discuskampioen in 1920, 1921 en 1922
- Parijs kampioen gewichtheffen in 1924
- Parijs kampioen discuswerpen in 1924
- Wereldkampioen discuswerpen en gewichtheffen in 1926[25][26]

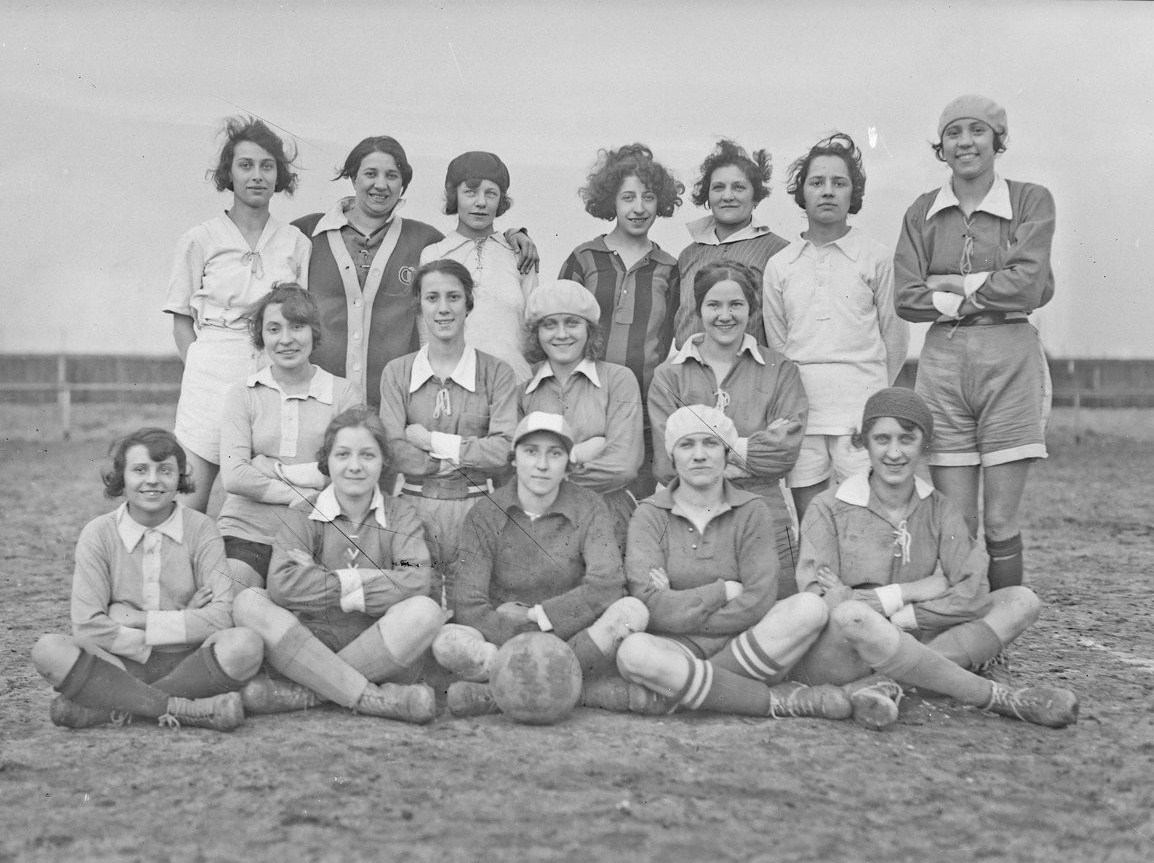
Morris (tweede links boven) met Olympique de Paris in 1922.

#### Voetbal
- Frans damesvoetbalkampioen in 1920 en 1925 met Olympiër de Paris (tweede in 1921), in 1926 met de Cadettes de Gascogne
- Voetbalkampioen van Parijs in 1925 met Olympique de Paris
- Winnaar Franse voetbalbeker in 1922 en 1925 met Olympique de Paris
- Winnaar voetbalbeker van Brugge in 1927 met de Cadettes de Gascogne

#### Autorace
- Winnaar van de autorace Bol d'Or in 1927 (1100cc Benjamin) (4e in 1922 en 1923 750cc Benjamin en 3e in 1926 1100cc Benjamin)
- Winnaar van de autorace Parijs-Pyreneeën in 1922 en 1923 (705cc Benjamin)
- Winnaar van de Grand Prix van San Sebastian in 1926 (1100cc Benjamin)
- Winnaar van de autorace Parijs-Nice in 1923 en 1927 (1923: 750cc Benjamin in 1924: toerwagens 1100 cc Benjamin)
- Winnaar van de Dolomietenrally in 1934 (in een BNC)Morris tijdens de race Bol d'or in 1923 in haar Benjamin (circuit Loges de Saint-Germain)

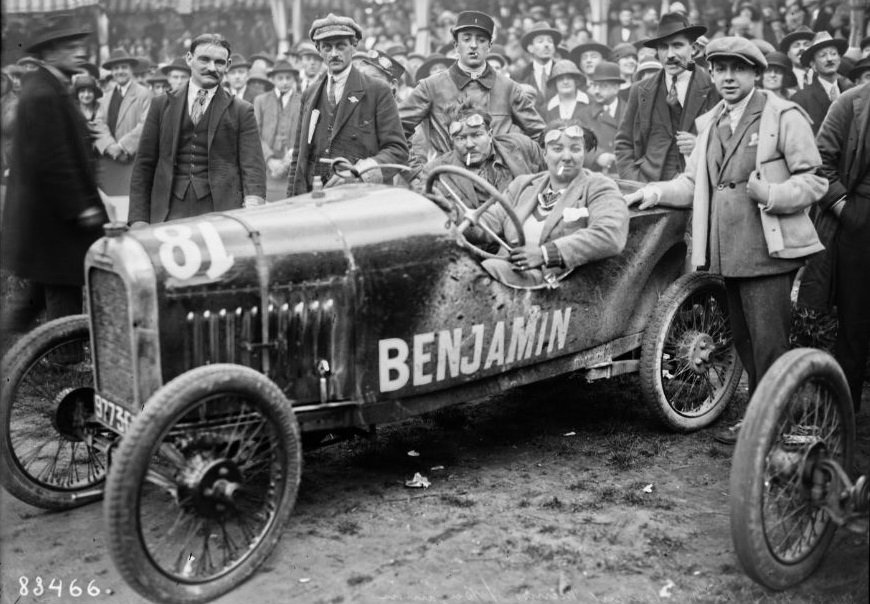
Morris tijdens de race Bol d'or in 1923 in haar Benjamin (circuit Loges de Saint-Germain)

#### Overige
- Andrésyprijs in 1922 (wielrennen)
- 2e plaats tijdens de motorrace Parijs-Nice in 1925

## Aanklacht doodslag
In 1937, op kerstavond, ging ze met haar buren, baron Denis Trobiand en zijn vrouw, waarmee ze bevriend was geraakt, uit eten. Tijdens dit diner kwamen ze een agressieve en dronken man tegen, Joseph Le Cam, een oude bekende van de buurman. De buurvrouw kwam in een verhitte discussie terecht met de man die Morris na enige tijd wist te sussen door de man te kalmeren. De volgende dag kwam Le Cam stomdronken naar de woonboot van Morris (waar ze sinds 1933 woonde), waarbij er een discussie ontstond tussen Le Cam en Morris. Le Cam verliet de woonboot, maar toen hij daarna de buurvrouw de boot zag opgaan kwam de man zwaaiend met een mes terug naar de woonboot en begon de twee te bedreigen. Morris duwde de man meermaals van haar af en pakte haar revolver, ze schoot vier keer tweemaal in de lucht en twee keer op Le Cam, die hierdoor later in het ziekenhuis overleed. Morris werd gearresteerd voor moord en werd vier dagen opgesloten in La Petite Roquette in Parijs. In maart van 1938 moest zij voor de rechter verschijnen. Morris verklaarde dat het zelfverdediging was, haar buurvrouw die bij het hele gebeuren aanwezig was verklaarde dat Morris een kaakslag uitdeelde en daarna op de man schoot. Uiteindelijk oordeelde de rechter dat het zelfverdediging was en sprak haar vrij.

## Tweede Wereldoorlog
Na de uitsluiting van de Olympische Spelen van 1928 verloor Morris het vertrouwen in de samenleving. Op de Olympische Zomerspelen van 1936 werd ze door Adolf Hitler uitgenodigd als eregast en zat naar verluidt enkele stoelen van hem vandaan tijdens de openingsceremonie.
Tijdens de Tweede Wereldoorlog en de Duitse bezetting van Frankrijk diende Morris als collaborateur voor de nazi's en Vichy-Frankrijk. Over haar exacte werkzaamheden voor de nazi's doen verschillende beweringen en geruchten de ronde. Volgens schrijver Raymond Ruffin zou een van haar belangrijkste taken zijn geweest het dwarsbomen van een operatie voor het verzet, gerund door de Britse organisatie Special Operations Executive. Ook zou ze volgens Ruffin betrokken zijn geweest bij martelingen die verdachten moesten ondergaan bij verhoren. Anderen beweren dat de grens van Morris lag bij het kopen van benzine voor de nazi's op de zwarte markt en het runnen van een garage voor de Luftwaffe. Ze verkreeg echter wel de reputatie van betrokkenheid bij martelingen van verdachten en kreeg in de volksmond de bijnaam 'de Hyena van de Gestapo'.
Op 26 april 1944 werd Morris door het verzet vermoord. Terwijl ze in haar auto, een Citroën Traction Avant, van Lieurey naar Épaugnes (Normandië) reed met de familie Bailleul, die in goede positie stond bij het naziregime, begon haar auto mankementen te vertonen en kwamen ze tot stilstand. Een dag eerder was er met de motor van de auto geknoeid door de Franse verzetsgroep Maquis Surcouf. Terwijl ze stilstonden kwamen verzetsleden uit hun schuilplaats en openden het vuur op de auto en de inzittenden, daarbij kwamen zowel Morris als twee andere volwassenen en twee kinderen om het leven. Ruffin stelde dat Morris het doelwit was maar anderen betwijfelen dat vanwege de relatie van de familie Bailleul met de nazi's. Het lichaam van Morris werd door het kogelvuur doorzeefd en later naar een mortuarium gebracht. Haar stoffelijk overschot was maanden later nog door niemand geclaimd waarna ze in een naamloos en gemeenschappelijk graf werd begraven.